# ای‌تی‌پی سنتاز
ATP سنتاز (به انگلیسی: ATP synthase) نامی کلی برای هر آنزیمی است که می‌تواند با صرف انرژی از آدنوزین دی‌فسفات (ADP) و فسفات غیرآلی آدنوزین تری‌فسفات (ATP) تولید کند. این انرژی معمولاً به صورت پروتونی است که در جهت خلاف شیب الکتروشیمیایی حرکت می‌کند. واکنش کلی به صورت زیر است:
ADP + Pi → ATP
AMP + 2P → ATP
از آن‌جایی که ای‌تی‌پی متداول‌ترین عامل مبادله انرژی در سلول‌های زیستی است، این آنزیم‌ها اهمیت زیادی در اکثر اندامگان دارند.

## ساختار و فهرست نام‌ها
در میتوکندریها،F1FO ای تی پی سنتاز تاریخچه طولانی از مطالعات علمی دارد.
- قسمت FO درون غشاء است.
- قسمت F1 ای تی پی سنتاز بیرون و بالای غشاء قرار دارد.

سازوکار ای‌تی‌پی سنتاز. ای‌تی‌پی با قرمز، ای‌دی‌پی و فسفات با صورتی و زیرواحد چرخان با مشکی نشان داده شده است.

فوق خانوادهٔ F-Type ATPase (یا ATP سنتاز یا F_0 F_1 ATPase):
دارای دو بخش F_0 و F_1 می‌باشد؛ که F_0 توسط الیگوماسین، مهار می‌شود و به این نام پسوند گرفته است. این بخش دارای یک زیرواحد آسپارتیک اسید است که انتقال H^+ را برعهده دارد و بخش F_1 که در زیرواحد β خود عمل سنتز ATP را انجام می‌دهد. این فوق خانواده نز همانند فوق خانوادهٔ V-type دارای خاصیت ATPase است، با این فرق که اگر پمپ در مسیر گرادیان pH باشد باعث سنتز ATP و اگر در خلاف گرادیان H^+ باشد سبب هیدرولیز ATP می‌شود و گرادیان pH ایجاد می‌کند. این پمپ در دیوارهٔ سلولی وجود ندارد در باکتری و میتوکندری و کلروپلاست‌ها می‌باشد و عملکرد دوگانه دارد. اینجا هم آسپارتیک اسید لازم است اما فسفریله نمی‌شود و مدام از حالت اسیدی به بازی تغییر وضعیت می‌دهد.
مکانیزیم عملکرد این پمپ:
دومن F_O یک کانال برای جابه جایی پروتون‌ها از عرض غشاء می‌باشد. دارای سه زیر واحد غیرهمسان هیدروفوب به نام‌های a,b و c می‌باشد که به صورت (a_1، b_2 و c_(9-12)) وجود دارند. زیرواحد c در پمپ پروتون دخالت دارد این زیرواحد دارای اسیدآمینهٔ اسیدی آسپارتات با بار منفی می‌باشد که با بار مثبت H^+ برهم کنش کرده و آن را به سمت کانال می‌کشد.
دومن F_1 دارای ۵ زیرواحد غیرهمسان (α β γ δ ε) به صورت (γ δ ε β_3,a_۳،) می‌باشد جایگاه اتصالی ATP وADP بر روی زیرواحدهای a و b قرار دارد ولی جایگاه کاتالیتیک یا سنتز ATP بر روی زیرواحدهای β قرار دارد. زیرواحد γ هسته مرکزی F_1 را تشکیل می‌دهد؛ و زیرواحد δ در اتصال دومنF_1 به غشاء نقش دارد.
در حالت هیپوکسی انتقال الکترون به اکسیژن و پمپ شدن پروتون‌ها آهسته می‌شود، این حالت در حمله و سکته قلبی دیده می‌شود، در این شرایط سنتز ATP مختل شده و ATP سنتاز هیدرولیز ATP را انجام می‌دهد که حالت ایجاد فاجعه می‌کند. برای جلوگیری از این حالت یک پروتئین مهاری به نام 〖IF〗_۱ به مولکول ATP سنتاز متصل شده و آنرا مهار می‌کند. IF_1 در حالت طبیعی مونومر و غیرفعال است ولی در PH اسیدی ۶/۵ ایجاد حالت دیمر می‌کند که باعث فعال شدن آن و مهار ATP سنتاز می‌شود.

## تکامل ای‌تی‌پی سنتاز
این انزیم یکی از بزرگترین ایرادات وارد بر نظریه داروین است چرا که نمونه های اولیه ان هرگز کشف نشد و دانشمندان احتمال میدهند به دلیل سرعت بسیار بالای سنتز کردن ای تی پی هرگز موفق به یافتن موارد اولیه ای که بر تکامل این انزیم دلالت کند یافته نخواهد شد 
در حقیقت انزیم ای تی پی سنتاز یکی از ساختار های کمپلکس عضو گراست به شکلی که با نبود هر کدام از بخش های ان عملکرد انزیم به کلی مختل شده و دیگر توان هیچ فعالیتی را ندارد